# П'єр Вейрон
П'єр Вейро́н (фр. Pierre Veyron; 1 жовтня 1903 — 2 листопада 1970) — французький автогонщик Гран-Прі у період з 1933 по 1950 рік; найбільш відомий як переможець 24-годинного заїзду Ле Ман за кермом Bugatti Type 57.

## Біографія
Народився 1903 року у Франції. Вступив до університету на інженерію.

Друг Вейрона, Альберт Діво, переконав його зайнятися гонками і познайомив Вейрона з Андре Ваньєсом, промисловцем, який надав фінансову підтримку Вейрону. Ваньєс придбав Bugatti Type 37A, на якому Вейрон здобув свою першу перемогу в гонках, вигравши Гран-прі Женеви 1930 року.
Жан Бугатті, син засновника Bugatti Етторе Бугатті, найняв П'єра Вейрона в 1932 році як тест-пілота та інженера-розробника. Вейрон брав участь у гонках як водій компанії Bugatti, вигравши багато з них, включаючи гонки Avus у Берліні 1933 та 1934 років, керуючи Bugatti Type 51A. У 1933 році брав участь у Гран-прі Львова, здобувши перемогу у класі Voiturette. Найзначнішою перемогою Вейрона в перегонах стала перемога в 1939 році на 24 годинах Ле-Мана за кермом Bugatti Type 57S разом з Жаном-П'єром Вімілем.

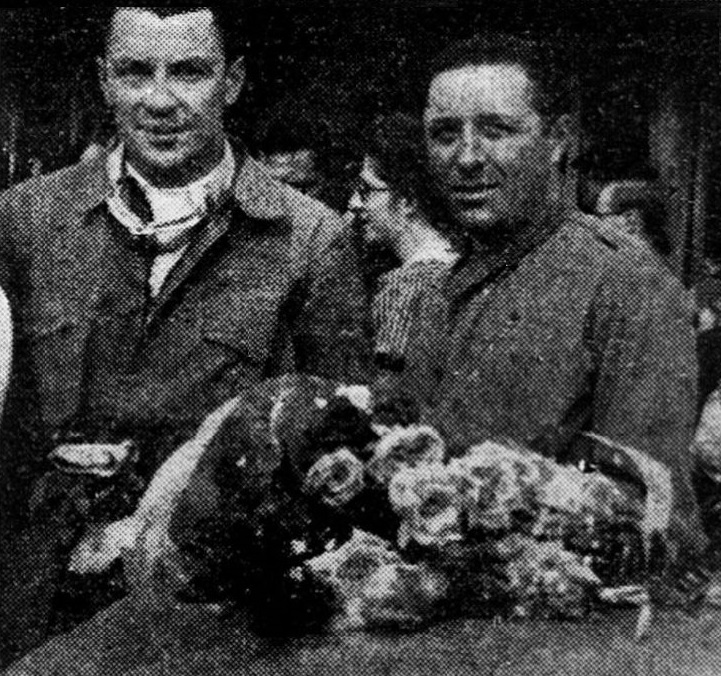
Віміль (ліворуч) і Вейрон (праворуч) після перемоги на 24 години Ле-Мана 1939 року.

Під час Другої світової війни Вейрон приєднався до французького Опору проти німецької окупації. За службу під час війни у 1945 році був нагороджений орденом Почесного легіону.
Після війни Вейрон продовжував займатися гонками, але його основна увага була зосереджена на своїй сім'ї та компанії з виробництва нафтових технологій. Вейрон помер в Парижі в 1970 році.
Bugatti Automobiles S.A.S. назвав суперкар Veyron 16.4 на честь П'єра Вейрона.

## Результати виступів

### 24 години Ле-Мана
| Рік  | Команда                              | Штурман          | Авто                  | Клас | Кола | Поз.              | Поз. у класі      |
| ---- | ------------------------------------ | ---------------- | --------------------- | ---- | ---- | ----------------- | ----------------- |
| 1934 | Роджер Лабрік (приватний учасник)    | Роджер Лабрік    | Bugatti Type 50S      | 5.0  | 73   | Схід              | Схід              |
| 1935 | Роджер Лабрік (приватний учасник)    | Роджер Лабрік    | Bugatti Type 50S      | 5.0  | 116  | Схід              | Схід              |
| 1937 | Роджер Лабрік (приватний учасник)    | Роджер Лабрік    | Bugatti Type 57G Tank | 5.0  | 130  | Схід              | Схід              |
| 1939 | Жан-П'єр Вімілль (приватний учасник) | Жан-П'єр Вімілль | Bugatti Type 57C Tank | 8.0  | 249  | 1                 | 1                 |
| 1949 | Амеді Гордіні Automobiles Gordini    | Хосе Скарон      | Simca-Gordini T8      | S1.1 | 88   | Схід (трансмісія) | Схід (трансмісія) |
| 1950 | Manufactures d'Armes de Paris        | Фернан Лакур     | M.A.P. Diesel         | S5.0 | 39   | Схід (перегрів)   | Схід (перегрів)   |
| 1951 | Equipe Gordini                       | Жорж Моннере     | Gordini T15S          | S1.5 | 130  | Схід (двигун)     | Схід (двигун)     |
| 1952 | Donald Healey Motor Co.              | Ів Жиро-Кабанту  | Nash-Healey           | S5.0 | ?    | Схід (двигун)     | Схід (двигун)     |
| 1953 | Nash-Healey Inc.                     | Ів Жиро-Кабанту  | Nash-Healey Sports    | S5.0 | 9    | Схід (двигун)     | Схід (двигун)     |